# اسبومحله
نام صحیح این روستا اسپو محله است.

اسپومحله،روستایی است از توابع بخش مرکزی شهرستان گرگان در استان گلستان .

مردم اسپو محله به زبان طبری گویش میکنند.
واژه اسپو، خلاصه شده عبارت اسپهبدان می باشند.

## جمعیت
این روستا در دهستان روشن آباد قرار داشته و براساس سرشماری سال ۱۳۸۵جمعیت آن ۱٬۶۵۱ نفر (۴۵۹ خانوار) بوده‌است.

## ورزش والیبال
در مسابقات قهرمانی والیبال لیگ دسته اول جوانان استان گلستان، تیم والیبال اسپهبدان اسپومحله باسرپرستی آقای روح الله مسلمی پور با غلبه بر تیم جواهری گنبد، با اقتدار قهرمان شد.